# Atsushi Sugie
Atsushi Sugie (jap. 杉江 淳, Sugie Atsushi; * in Nagahama) ist ein japanischer Astronom und Asteroidenentdecker.
Sugie ist ein profilierter Entdecker von Asteroiden. Dem Minor Planet Center zufolge, hat er zwischen 1988 und 2000 122 Asteroiden entdeckt.
Der Asteroid (3957) Sugie wurde nach ihm benannt.